# Љубиша Јокић
Љубиша Јокић (Плав, 24. септембара 1958), je генерал-потпуковник авијације Војске Србије и Црне Горе и генерал-пуковник Војске Црне Горе. Бивши начелник генералштаба Војске Србије и Црне Горе и начелник генералштаба Војске Црне Горе.

## Биографија
Рођен је 24. септембра 1958. године у месту Велика код Плава, ФНР Југославија.
Након Ваздухопловне гимназије, завршио је Ваздухопловну војну академију, смер пилот авиона (1981), Генерал-штабну академију (1994) и Школу националне одбране (1999).
Обављао је дужност инструктора летења, команданта Авијацијске ескадриле, начелника органа за оперативне послове у Авијацијској бригади, начелника Терминалне контроле летења на аеродрому Подгорица, команданта Ваздухопловне бригаде и команданта ваздухопловне базе у Подгорици.
У априлу 2003. године именован је на дужност шефа Кабинета Врховног савета одбране Србије и Црне Горе, а такође и секретар Савета. Након тога, обавио је дужност помоћника министра одбране за људске ресурсе у Министарству одбране Србије и Црне Горе, а од септембра 2005. до јуна 2006. године дужност је начелника Генералштаба Војске Србије и Црне Горе.
У јулу 2007. године именован је као војни представник Црне Горе у НАТО и представник у Војном комитету ЕУ у Бриселу.
Од марта 2012. године обављао је дужност војног представника Црне Горе при Мисији Црне Горе у ОЕБС-у, истовремено изасланика одбране за Аустрију, Чешку и Словачку.
Од августа 2016. године обављао је дужност Саветника Министра одбране Црне Горе за војна питања.
За начелника Генералштаба Војске Црне Горе именован је 13. јануара 2017. године. У чин генерал-пуковника је унапређен 13. јула 2017. године, а 13. октобра 2017. предао дужност и престала му је служба у Војсци Црне Горе.
Носилац је Златног летачког знака и звања Инструктор летења. Три пута је одликован за резултате остварене у служби, а два пута је ванредно унапређен.
Говори енглески и руски језик.

## Досадашње дужности
- Командант ескадриле
- Начелник терминалне контроле летења у Подгорици
- Командант 172. авијацијске бригаде у Подгорици
- Командант 423. ваздухопловне базе у Подгорици
- Секретар Врховног савета одбране СЦГ
- Начелник војног кабинета ВСО
- Помоћник министра одбране за људске ресурсе Војске СЦГ
- Начелник Генералштаба Војске СЦГ[3]
- Војни представник Црне Горе у НАТО и представник у Војном комитету ЕУ
- Војни представник Црне Горе при Мисији Црне Горе у ОЕБС-у и изасланик одбране за Аустрију, Чешку и Словачку
- Савјетник министра одбране Црне Горе за војна питања
- Начелник Генералштаба Војске ЦГ[4]